# Портрет Серены Ледерер
«Портрет Серены Ледерер» (нем. Bildnis Serena Lederer) — женский портрет австрийского художника Густава Климта. Серена Ледерер, выросшая в зажиточной семье в Венгрии, считалась в Вене ослепительной красавицей с великолепным вкусом в одежде, за которой в обществе закрепилась слава гранд-дамы с соответствующим экстравагантными манерами. Климт предположительно познакомился с Сереной Ледерер в салоне Карла и Анны Молль. Портрет положил начало долгой и прочной дружбе художника с четой Ледереров. Впоследствии Густав Климт написал ещё портреты матери Серены Шарлотты Пулитцер и дочери Элизабет. Написанный в 1899 году портрет Серены Ледерер несёт отпечаток увлечения художника бельгийским символизмом. Климтовед Тобиас Наттер видит в монохромном портрете аллюзию на «Симфонию в белом» Джеймса Уистлера.
Портрет впервые демонстрировался в 1901 году, был воспринят публикой благосклонно и запомнился прежде всего контрастом между белым одеянием дамы и её головой с тяжёлыми бровями и тёмными волосами. Художественный критик Людвиг Хевеши сравнил портрет с цветком на длинном прямом стебле без листьев, похожим на чёрный тюльпан. Вытянутый вертикально формат подчёркивал стройный силуэт портретируемой. Элегантность облику Серены придаёт ниспадающий наряд, созданный изящными движениями кисти, который кажется бесконечным и ускользает за пределы картины. Предполагается, что Климт изначально задумал писать Серену в свободном плиссированном платье в стиле ампир в полный рост, поскольку не сохранилось этюдов с иной композицией.